# 大曲道

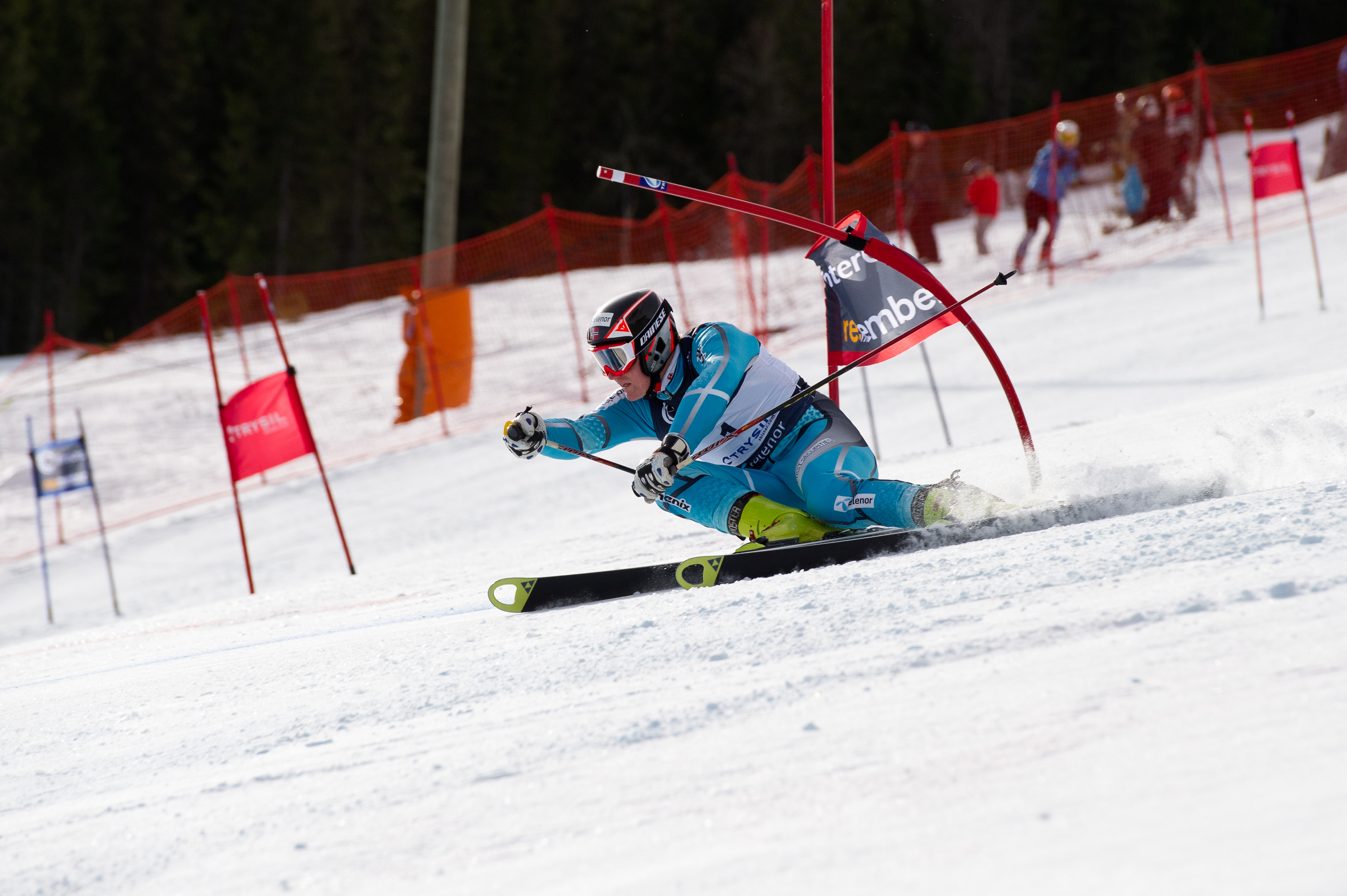
大回轉比賽選手與旗門

大回转是高山滑雪和單板滑雪中的比賽项目。運動員要在旗門劃定的路線上進行比賽。大回轉旗門之间的距离以及比赛的速度比回转中的旗門距离大，但比超级大回转的距离要小。大回转赛道高度落差在250至450米之间，赛道中设置46至70个旗门，旗门门宽在4至8米，上下两个旗门间距不少于10米。